# USS Helena (CL-50)
USS Helena (CL-50) («Хелена») — лёгкий крейсер типа «Бруклин» ВМС США времён Второй мировой войны. Был построен в конце 1930-х годов. Стал девятым и последним в своей серии. Назван в честь столицы штата Монтана города Хелена. Крейсера типа «Бруклин» стали первыми лёгкими крейсерами, построенными ВМС США в соответствии с ограничениями Лондонского военно-морского договора. Они предназначались для противодействия японским крейсерам типа «Могами». Крейсера типа «Бруклин» несли батарею из пятнадцати 6-дюймовых (152-мм) орудий, такого же калибра как основные орудия у крейсеров типа «Могами». «Хелена» и крейсер из её же серии USS St. Louis (CL-49) были модифицированы с применением эшелонной системы компоновки механизмов и улучшенной зенитной батареей.
Крейсер был потоплен в битве в заливе Кула 6 июля 1943 года.

## Конструкция

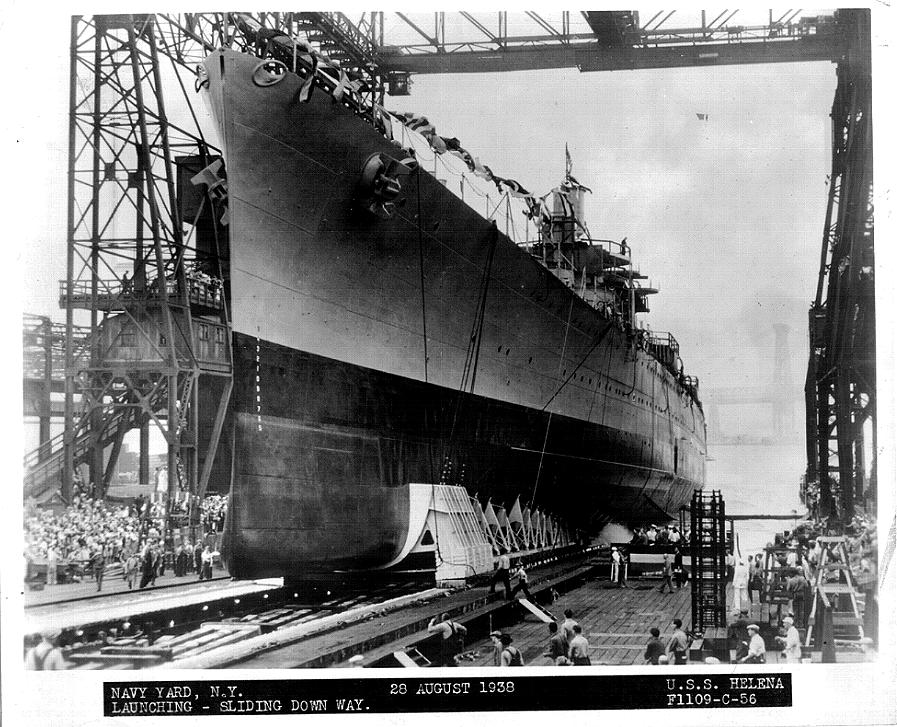
Крейсер «Хелена» — церемония спуска на воду 27 августа 1938 года

Длина USS Helena составляла 185 метров, ширина — 18,78 метров, осадка — 6,93 м. Стандартное водоизмещение крейсера было 10 000 длинных тонн (10 160 т) и увеличивалось до 12 207 длинных тонн (12 403 т) при полной загрузке. Корабль приводился в движение четырьмя паровыми турбинами Parsons, каждая из которых приводила в движение один гребной вал, используя пар, вырабатываемый восемью нефтяными котлами Babcock & Wilcox. В отличие от других крейсеров типа «Бруклин», USS Helena и «Сент-Луис» располагали свою технику по единичной системе механизмов, чередуя котельные и машинные отделения. Турбины мощностью 100 000 лошадиных сил на валу (75 000 кВт) должны были развивать максимальную скорость 32,5 узла (60,2 км/ч). Корабль имел дальность плавания 10 000 морских миль (18 520 км) при скорости 15 узлов (28 км/ч). Крейсер нёс четыре гидросамолета «Curtiss SOC Seagull» для воздушной разведки, которые запускались парой авиационных катапульт на её веерообразном хвосте. Экипаж корабля насчитывал 52 офицера и 836 рядовых.

## Служба
Построенный к концу 1939 года, крейсер «Хелена» провёл первые два года своей карьеры в учениях мирного времени, которые интенсифицировались по мере роста напряженности между Соединенными Штатами и Японией в 1941 году. Корабль был торпедирован при нападении на Перл-Харбор в декабре 1941 года. Отремонтирован и модернизирован в 1942 году.
После возвращения в строй USS Helena был придан силам, участвовавшим в Гуадалканалской кампании в южной части Тихого океана. Там крейсер принял участие в двух крупных ночных боях с японскими кораблями в октябре и ноябре 1942 года. Первое сражение у мыса Эсперанс, в ночь с 11 на 12 октября, привело к поражению японцев. 6-дюймовые орудия «Хелены» первыми открыли в нём огонь и помогли потопить японский тяжелый крейсер и эсминец. Во втором боевом столкновении, в первый день морского сражения за Гуадалканал 13 ноября японцы понесли аналогичное поражение. Крейсер «Хелена» помог разбить японскую оперативную группу, в которую входили два быстроходных линкора, один из которых был выведен из строя сильным американским огнем и на следующий день потоплен. Крейсер «Хелена» уничтожил эсминец и повредил в бою несколько других, оставшись при этом относительно невредимым. Во время своего рейда в южной части Тихого океана корабль также сопровождал конвои с припасами и подкреплением для морской пехоты, сражавшейся на Гуадалканале, и обстреливал японские позиции на острове и в других местах Соломоновых островов.
После победы американцев на Гуадалканале в начале 1943 года союзные войска начали подготовку к продвижению вдоль Соломоновой цепи, сначала нацелившись на Новую Джорджию. Крейсер «Хелена» принял участие в серии подготовительных атак на остров до середины 1943 года, кульминацией которых стал морской десант в заливе Кула 5 июля. Следующей ночью, при попытке перехватить японскую эскадру подкрепления, крейсер «Хелена» был торпедирован и потоплен в битве при заливе Кула. Большая часть экипажа была подобрана парой эсминцев, в основном эсминцем «Рэдфорд», ещё часть добралась до Новой Джорджии, откуда моряки были эвакуированы на следующий день, но более сотни оставались в море в течение двух дней. Часть матросов из этой части экипажа доплыли до оккупированной японцами Велья-Лавелла. Там некоторые из них были спрятаны от японских патрулей жителями Соломоновых островов и отрядом береговой охраны, а затем эвакуированы в ночь с 15 на 16 июля.
Место затопления крейсера «Хелена» было обнаружено в 2018 году.